# Exechiopsis perspicua
Exechiopsis perspicua är en tvåvingeart som först beskrevs av Oskar Augustus Johannsen 1912.  Exechiopsis perspicua ingår i släktet Exechiopsis, och familjen svampmyggor. Arten är reproducerande i Sverige.